# Campodesmus jugosus
Campodesmus jugosus är en mångfotingart som först beskrevs av Cook.  Campodesmus jugosus ingår i släktet Campodesmus och familjen Campodesmidae. Inga underarter finns listade i Catalogue of Life.